# پاساکالیا (گودوفسکی)
پاساکالیا (انگلیسی: Passacaglia) یک قطعهٔ تک‌نوازی پیانو اثرِ لئوپولد گودوفسکی است که در ۲۱ اکتبر ۱۹۲۷ میلادی تکمیل شد.
این قطعه‌موسیقی، برای بزرگداشت یک‌صدمین سالگرد درگذشت فرانتس شوبرت نوشته شده است و همچون دیگر آثارِ گودوفسکی، حاویِ کنترپوانی متکلف و چندصدایی و همچنین ساختاری کروماتیک است.
پاساکالیای گودوفسکی بر پایهٔ سمفونی ناتمام شماره ۸ شوبرت نوشته شده است و دارای ۴۴ واریاسون، یک کادنزا و یک فوگ چهار قسمتی است.
معروف است که ولادیمیر هوروویتس نوازندهٔ برجستهٔ پیانو از نواختن آن منصرف شد، چرا که معتقد بود نواختن صحیح این قطعهٔ دشوار، عملاً با دو دست غیرممکن است و برای نواختن آن به ۶ دست نیاز هست.